# Catocala clintonii
Catocala clintonii là một loài bướm đêm trong họ Erebidae.